# 루서 해크먼
루서 진 해크먼(Luther Gean Hackman, 1974년 10월 6일 ~ )은 전 KBO 리그 삼성 라이온즈의 외국인 선수이다.
2005년 삼성 라이온즈의 선동열 감독에 의해 영입되었다. 194cm 89kg의 큰 체구에 150km/h 중반대의 강속구를 던졌으며 원래 마무리로 쓸 예정이었지만 제구력 불안 때문에 선발로 보직을 변경했고  소심한 성격-제구력 불안 탓인지 2005년 7월 5일  중도 퇴출됐다.
1. ↑  차준철 (2005년 6월 1일). “삼성 마무리 권오준 “노장진 형, 거기 서요””. 경향신문. 2022년 3월 21일에 확인함.
2. ↑  장현구 (2005년 7월 5일). “<프로야구소식> 삼성, 해크먼 퇴출”. 연합뉴스. 2022년 3월 21일에 확인함.